# Cantó de Vitrey-sur-Mance
El cantó de Vitrey-sur-Mance és un cantó francès del departament de l'Alt Saona, situat al districte de Vesoul. Té 19 municipis i el cap és Vitrey-sur-Mance.

## Municipis
- Betoncourt-sur-Mance
- Bourguignon-lès-Morey
- Charmes-Saint-Valbert
- Chauvirey-le-Châtel
- Chauvirey-le-Vieil
- Cintrey
- Lavigney
- Malvillers
- Molay
- Montigny-lès-Cherlieu
- Ouge
- Preigney
- La Quarte
- La Rochelle
- La Roche-Morey
- Rosières-sur-Mance
- Saint-Marcel
- Vernois-sur-Mance
- Vitrey-sur-Mance

## Història
| Data d'elecció                           | Identitat      | Partit          | Qualitat |
| ---------------------------------------- | -------------- | --------------- | -------- |
| 1945-1951                                | M. Gulot       | Radical         |          |
| 1951-1964                                | M. Berthiaux   | RPF, després RI |          |
| 1964-1994                                | Lucien Royer   | RI, després UDF |          |
| 1994-2008                                | Charles Multon | RPR             |          |
| 2008-                                    | Serge Deroy    | UMP             |          |
| les dades anteriors no són pas conegudes |                |                 |          |
|                                          |                |                 |          |

## Demografia
| A partir de 1990: Població sense dobles comptes |